# نیلسون کوریا جونیور
نیلسون کوریا جونیور (به پرتغالی: Nilson Corrêa Júnior) (زاده ۲۶ دسامبر ۱۹۷۵) دروازه‌بان بازنشسته و سرمربی فوتبال اهل برزیل است. وی سابقه بازی در سری آ برزیل و هفت فصل حضور در تیم ویتوریا گیمارش و لیگ برتر فوتبال پرتغال را دارد. نیلسون سابقه هم تیمی با دیدا یکی از بزرگترین دروازه بانان تاریخ برزیل را داشته‌است. از نیلسون به عنوان یکی از بهترین خریدهای خارجی تاریخ پرسپولیس یاد می‌شود که در سال ۲۰۱۷ از دنیای فوتبال خداحافظی کرد.
وی در سال ۱۳۹۱ (۲۰۱۲) با عقد قرارداد یک ساله به باشگاه فوتبال پرسپولیس پیوست. نیلسون کوریا از ابتدای لیگ دوازدهم برای پرسپولیس به میدان رفت و تا نیم‌فصل اول لیگ چهاردهم در پرسپولیس حضور داشت و توانست آماری فوق‌العاده را بر جای بگذارد. نیلسون طی ۶۲ بازی که در درون دروازه این تیم قرار داشت، توانست ۳۰ کلین‌شیت را برای تیمش ثبت کند که در تاریخ لیگ برتر یک رکورد فوق‌العاده محسوب می‌شود.همچنین وی با ۳۷ سال سن مسن‌ترین بازیکن پرسپولیس در تاریخ لیگ برتر بود.
بازی‌های خوب نیلسون در فصل ۱۳۹۱–۹۲ برای تیم پرسپولیس باعث شد که مدیرعامل این تیم قبل از انتهای فصل به او پیشنهاد تمدید قرار داد را بدهد و در نهایت او برای فصل ۱۳۹۲–۹۳ نیز با پرسپولیس قرارداد امضاء کرد. نیلسون در ۱۲ تیر ۹۳ بعد از جلسه ای ۳ ساعته با علیرضا رحیمی و علی دایی قرارداد خود را برای فصل ۱۳۹۳–۹۴ تمدید کرد. قرارداد نیلسون در نیم فصل ۱۳۹۳–۹۴ به صورت یک طرفه توسط باشگاه پرسپولیس فسخ شد. دلیل جدایی نیلسون حفظ آرامش خاطر و حمایت از سوشا مکانی عنوان شد.

## رکورددار کلین شیت درلیگ سیزدهم
نیلسون در ۳۰ بازی لیگ سیزدهم موفق شد ۱۸بار کلین شیت کند ودر کل فصل ۱۵ گل دریافت کرد که تا مدت‌ها یک رکورد محسوب می‌شد.

## برترین گلر در شهراورد
نیلسون موفق‌ترین گلر در شهراورد پایتخت است به‌طوری که در پنج بازی که مقابل استقلال بازی کرد چهاربارکلین شیت کرد. وتنها یک گل دریافت کرد وازاین حیث رکورد داراست وهیچ بازی را واگذار نکرد.

## برترین بازیکن خارجی لیگ برتر
نیلسون در نظرسنجی برنامه ۹۰ در اردیبهشت ۹۲ به عنوان بهترین بازیکن خارجی سیزدهمین دوره لیگ برتر شناخته شده‌است.

## آمار باشگاهی
تا تاریخ ۱ دسامبر ۲۰۱۴
| عملکرد باشگاه | عملکرد باشگاه | عملکرد باشگاه | لیگ  | لیگ | جام حذفی | جام حذفی | League Cup   | League Cup   | قاره  | قاره  | مجموع | مجموع |
| فصل           | باشگاه        | لیگ           | بازی | گل  | بازی     | گل       | بازی         | گل           | بازی  | گل    | بازی  | گل    |
| پرتغال        | پرتغال        | پرتغال        | لیگ  | لیگ | جام حذفی | جام حذفی | Taça da Liga | Taça da Liga | اروپا | اروپا | مجموع | مجموع |
| ------------- | ------------- | ------------- | ---- | --- | -------- | -------- | ------------ | ------------ | ----- | ----- | ----- | ----- |
| 2005–06       | گیمارش        | لیگ برتر      | ۲۷   | ۰   | ۱        | ۰        | –            | –            | ۲     | ۰     | ۳۰    | ۰     |
| 2006–07       | گیمارش        | Segunda Liga  | ۲۸   | ۰   | ۰        | ۰        | –            | –            | –     | –     | ۲۸    | ۰     |
| 2007–08       | گیمارش        | لیگ برتر      | ۳۰   | ۰   | ۰        | ۰        | ۲            | ۰            | –     | –     | ۳۲    | ۰     |
| ۲۰۰۸–۰۹       | گیمارش        | لیگ برتر      | ۲۴   | ۰   | ۲        | ۰        | ۲            | ۰            | ۴     | ۰     | ۳۲    | ۰     |
| ۲۰۰۹–۱۰       | گیمارش        | لیگ برتر      | ۲۹   | ۰   | ۳        | ۰        | ۱            | ۰            | –     | –     | ۳۳    | ۰     |
| ۲۰۱۰–۱۱       | گیمارش        | لیگ برتر      | ۳۰   | ۰   | ۶        | ۰        | ۱            | ۰            | –     | –     | ۳۷    | ۰     |
| ۲۰۱۱–۱۲       | گیمارش        | لیگ برتر      | 28   | 0   | 2        | 0        | 0            | 0            | 4     | 0     | 351   | ۰     |
| ایران         | ایران         | ایران         | لیگ  | لیگ | جام حذفی | جام حذفی | League Cup   | League Cup   | آسیا  | آسیا  | مجموع | مجموع |
| ۲۰۱۲–۱۳       | پرسپولیس      | لیگ برتر      | ۲۸   | ۰   | ۵        | ۰        | –            | –            | –     | –     | ۳۳    | ۰     |
| ۲۰۱۳–۱۴       | پرسپولیس      | لیگ برتر      | ۳۰   | ۰   | ۱        | ۰        | –            | –            | –     | –     | ۳۱    | ۰     |
| ۲۰۱۴–۱۵       | پرسپولیس      | لیگ برتر      | ۹    | ۰   | ۰        | ۰        | –            | –            | ۰     | ۰     | ۹     | ۰     |
| مجموع         | پرتغال        | پرتغال        | ۱۹۶  | ۰   | ۱۴       | ۰        | ۶            | ۰            | ۱۰    | ۰     | ۲۲۶1  | ۰     |
| مجموع         | ایران         | ایران         | ۶۷   | ۰   | ۶        | ۰        | –            | –            | ۰     | ۰     | ۷۳    | ۰     |
| Career total  | Career total  | Career total  | ۲۶۴  | ۰   | ۲۰       | ۰        | ۶            | ۰            | ۱۰    | ۰     | ۳۰۰   | ۰     |

1 includes one match in 2011 Supertaça Cândido de Oliveira.

## افتخارات

### باشگاهی
۵بار قهرمانی در لیگ برتر و کوپای جام حذفی باویتوریا در سری آ برزیل
ویتوریا گیمارش
- نائب قهرمانی جام حذفی فوتبال پرتغال در فصل ۱۱–۲۰۱۰

پرسپولیس تهران
- نائب قهرمانی جام حذفی فوتبال ایران در فصل ۹۲–۱۳۹۱
- نائب قهرمانی لیگ برتر خلیج فارس در فصل ۹۳–۱۳۹۲

قهرمانی در جام ولایت ۹۱–۹۲
قهرمانی در جام رمضان ۹۳–۹۲